# Homokszentgyörgy
Homokszentgyörgy is een plaats (község) en gemeente in het Hongaarse comitaat Somogy. Homokszentgyörgy telt 1235 inwoners (2001).